# Ajax (U-Boot)
Die Ajax (Kennung: Q 148) war ein U-Boot der Redoutable-Klasse (1500-Tonnen-Typ) der französischen Marine, das von 1934 bis 1940 in Dienst stand und in der Frühphase des Zweiten Weltkrieges zum Einsatz kam.

## Geschichte
Die spätere Ajax wurde am 1. September 1928 auf der marineeigenen Werft der Marinebasis Brest auf Kiel gelegt. Der Stapellauf erfolgte am 28. Mai 1930 und die Indienststellung am 1. Februar 1934. Nach der Indienstnahme war das U-Boot zunächst der 1. Flottille der 6. U-Boot-Division (6ième division sous-marine, DSM) angegliedert und in Brest stationiert. Bis Sommer 1940 hinein unternahm das Boot Patrouillenaufgaben im Atlantik und operierte gemeinsam mit dem Schwesterboot Archimède, unter anderem war das U-Boot zeitweise Teil der Sicherung des Geleitzuges HX 41. 

Im Juni 1940, kurz vor der Kapitulation Frankreichs, wurde die Ajax, gemeinsam mit dem U-Boot-Begleitschiff Jules Verne und mit vier weiteren U-Booten der 6. U-Boot-Division, nach Casablanca (damals Französisch-Nordafrika) verlegt, um sie einem möglichen deutschen Zugriff zu entziehen. Nach der Übernahme des U-Bootes in die neu aufgestellten vichy-französischen Seestreitkräfte im Juli 1940, verlegte die Ajax, zusammen mit dem U-Boot Persée, im September 1940 nach Dakar, um die Verteidigung dieses strategisch wichtigen Hafens in Französisch-Westafrika zu verstärken. Anfang September 1940 unternahm das U-Boot dabei von Dakar aus eine Nachschubfahrt nach der ebenfalls noch unter Vichy-Kontrolle stehenden Kolonie Gabun. 

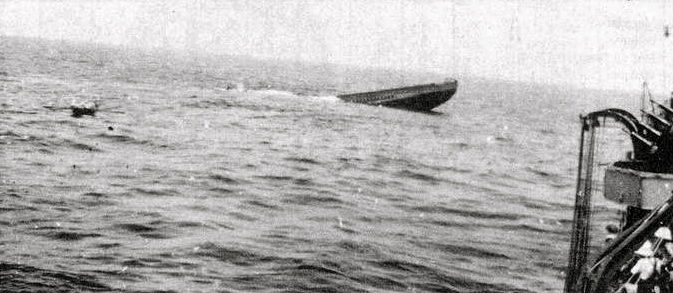
Untergang der Ajax am 24. September 1940. Das Bild entstand von Bord des britischen Zerstörers Fortune.

Ende September 1940 unternahmen britische und freifranzösische Truppen im Kontext der Operation Menace einen missglückten Landungsversuch in Dakar. Im Laufe der Kampfhandlungen gelang der Ajax (Capitaine de Corvette Théodore Guimont) zunächst unerkannt der Ausbruch aus dem Hafen, das U-Boot wurde aber am Morgen des 24. September 1940, während eines Angriffsversuches auf das britische Schlachtschiff Barham, von dem britischen Zerstörer Fortune mithilfe von ASDIC geortet und attackiert. Nach mehreren Wasserbombenangriffen musste das stark beschädigte U-Boot auftauchen und wurde von der Besatzung gegen 10:00 Uhr vormittags selbst versenkt. Die U-Boot-Crew von 71 Mann (nach anderen Angaben 76 Mann) wurde zur Gänze von der Fortune gerettet.